# Cloche de l'église de Saint-Crépin (Charente-Maritime)
La cloche de l'église Saint-Crépin à Saint-Crépin, une commune du département de la Charente-Maritime dans la région Nouvelle-Aquitaine en France, est une cloche de bronze datant de 1780. Elle a été classée monument historique au titre d'objet le 5 décembre 1908. 
Inscription : « J'AI ETE FONDUE L'AN 1780 PAR FRANÇOIS DUPONT, FONDEUR DU ROI A ROCHEFORT. MES PARRAIN ET MARRAINE M'ONT NOMMEE FRANÇOISE ADELAÏDE ET SONT MESSIRE FRANÇOIS DE LA BASTIERE SEIGNEUR DE PARENCAI ET AUTRES LIEUX ET DAME ADELAÏDE LAMBERTIE EPOUSE DE MESSIRE DE BEAUCORPS. LE PRIEUR CURE DE CETTE PAROISSE DE SAINT CRESPIN SIEUR JEAN-BAPTISTE ISAAC DE LA COUIVRE. LES SINDIC ET FABRIQUEURS EN EXERCICE MM. IACOB, GILBERT, CUPPE, FONTREMIS ET JACQUES CORD DE LA FERAGNEE ».